# Wilhelm Holenderski (1840–1879)
Wilhelm Mikołaj Aleksander Fryderyk Karol Henryk Orańsko-Nassauski, niderl. Willem Nicolaas Alexander Frederik Karel Hendrik van Oranje-Nassau (ur. 4 września 1840 w Hadze, zm. 11 czerwca 1879 w Paryżu) – holenderski arystokrata, książę Oranii i dziedziczny książę Luksemburga w 1849–1879, z dynastii orańsko-nassauskiej.

## Życiorys
Był najstarszym synem króla Wilhelma III Holenderskiego (1817–1890) i jego kuzynki w pierwszej linii, Zofii Wirtemberskiej (1818–1877). Miał dwóch młodszych braci: Maurycego (1843–1850) i Aleksandra (1851–1884). Po śmierci dziadka Wilhelma II Holenderskiego w 1849 roku został księciem następcą tronu Holandii. Wilhelm zwany w rodzinie Wiwill lub Książę Cytryna został wykształcony i wychowany w ścisłym wiktoriańskim stylu.
Problemem były relacje księcia z rodzicami, a zwłaszcza z ojcem. Wilhelm zakochał się i sam zaproponował małżeństwo z córką hrabiego Leopolda von Limburg Stirum, Julią Marią. Julia należała do szlachty holenderskiej, ale nie była równa pochodzeniem następcy tronu. Król Wilhelm III sprzeciwił się planom matrymonialnym syna.
Książę udał się na dobrowolne wygnanie do Paryża gdzie uczestniczył w życiu towarzyskim tamtejszych elit. Był autorem licznych skandali obyczajowych, hazardzistą i pijakiem. Od ciągłego nadużywania alkoholu jego cera stała się ziemnista. Zyskał miano Książę Cytryna W wieku 38 lat zachorował na tyfus. Osłabiony organizm nie wytrzymał choroby. Książę zmarł w Paryżu 11 czerwca 1879 roku.

## Literatura
- Isabelle Bricard, Dynastie panujące Europy, wyd. Świat Książki, Warszawa 2007, ISBN 978-83-7391-767-5.